# Murray Mitchell
Darrell H. Brown (Huntsville, Texas. 19 de marzo de 1923-Portland, Texas, 11 de junio de 2013) fue un jugador de baloncesto estadounidense que disputó una temporada en la BAA. Con 1,98 metros de estatura, jugaba en la posición de pívot.

## Trayectoria deportiva

### Universidad
Jugó durante cuatro temporadas en los Bearkats de la Universidad Sam Houston State, interrumpidas por el servicio militar durante la Segunda Guerra Mundial, liderando a su equipo en anotación en las dos últimas, en 1947 con 20,7 puntos por partido, y al año siguiente con 16,1. Fue incluido en el mejor quinteto de la Lone Star Conference en 1947, y en el segundo en 1942 y 1948, año en el que logró su mejor marca personal en anotación en un partido, con 43 puntos ante Trinity University.

### Profesional
Fue elegido en el Draft de la BAA de 1948 por Boston Celtics, pero desestimaron su fichaje. Al año siguiente fichó por los Anderson Packers, ya con la liga convertida en la NBA, con los que disputó dos partidos en los que anotó dos puntos.

## Estadísticas de su carrera en la NBA

### Temporada regular
| Temporada | Edad | Equipo           | Liga | Pos. | P | TIT | MIN | TC  | TCA | %TC  | 3P | 3PA | %3P | TL  | TLA | %TL | R.OF. | R.DEF. | REB | ASIS | ROB | TAP | PER | FP  | PTS |
| 1949-50   | 26   | Anderson Packers | NBA  |      | 2 |     |     | 0.5 | 1.5 | .333 |    |     |     | 0.0 | 0.0 |     |       |        |     | 1.0  |     |     |     | 0.5 | 1.0 |
| Total     |      |                  | NBA  |      | 2 |     |     | 0.5 | 1.5 | .333 |    |     |     | 0.0 | 0.0 |     |       |        |     | 1.0  |     |     |     | 0.5 | 1.0 |